# Bandar Aji
Bandar Aji is een bestuurslaag in het regentschap Empat Lawang van de provincie Zuid-Sumatra, Indonesië. Bandar Aji telt 1650 inwoners (volkstelling 2010).